# Megalestes tuska
Megalestes tuska är en trollsländeart som beskrevs av Wilson och Reels 2003. Megalestes tuska ingår i släktet Megalestes och familjen Synlestidae. Inga underarter finns listade i Catalogue of Life.